# جولي إيزولد
جولي إيزولد-Julie Ezold (أبنة Graudons) مهندسة نووية في مختبر أوك ريدج الوطني. وهي مديرة حملة كاليفورنيوم-252 (the 252-Californium Campaign) وشاركت في اكتشاف تينيسين.

## النشأة والتعليم
في السنة الخامسة حصلت على جائزة عن امتحاناتها في ميريت. خلال المرحلة الثانوية، أكملت جولي إيزولد برنامجًا صيفيًا في جامعة لينشبورغ. درست الهندسة النووية في معهد «رنسيلير للعلوم التطبيقية - Rensselaer Polytechnic Institute» وتخرجت في عام 1990. حصلت على درجة الماجستير في عام 1992 من جامعة ولاية كاليفورنيا بنورثريدج باستخدام مفاعل النظائر عالية التدفق في مختبر أوك ريدج الوطني.

## الحياة المهنية
عملت جولي إيزولد في مختبر أوك ريدج الوطني منذ أن أكملت دراساتها العليا في عام 1992. يعتبر بداية أعمالها: «اليود 129» باستخدام تحليل التنشيط النيوتروني. هي مديرة برنامج كاليفورنيوم ، وهي مسؤولة عن إنتاج كاليفورنيوم-252 (252-Californium) وبيركلي-249 (249-Berkelium) واينشتينيوم-252 (252-Einsteinium). يمكن لميكروغرام واحد من كاليفورنيوم -252 أن يبعث 2 مليون نيوترون في الثانية. تركز عملها على عناصر ما وراء اليورانيوم والتطبيقات.
في عام 2002، حصلت على جائزة (التميز لبرامج الدفاع عن الطاقة الأمريكية - US Department of Energy Defense Programs). وقد تم الاعتراف بالتزاماتها تجاه التعليم في ليلة جوائز UT-Battelle للتواصل المجتمعي الاستثنائي. في عام 2009، حصلت على استشهاد الرئاسي (Presidential Citation) من الجمعية النووية الأمريكية.حصلت على جائزة «باتريشيا براينت للقيادة» من قِبل مجموعة النساء في المجال النووي التابع لمعهد الطاقة النوويىة. في عام 2010، كانت جولي إيزولد أحد الفريق الذي اكتشف تينيسين. درست تفاعلات بيركليوم 249 (Berkelium-249) والكالسيوم 48(Calcium-48). يتطلع عملها الأخير إلى تحسين إنتاج نظائر الترانسكوروم.

## الجوائز والتكريمات
في عام 2018، تم تكريمها من قبل (Marquis Who's Who Top Engineers) لمساهماتها المستمرة في الهندسة النووية.